# 주베트남 대한민국 대사관
주 베트남 대한민국 대사관(한국 한자: 駐베트남大韓民國大使館, 베트남어: Đại sứ quán Hàn Quốc tại Hà Nội / 大使館韓國在河内)은 1992년 베트남 하노이에 개설된 대한민국 외교부 소속의 대사관이다.

## 역대 공관장
| 대수        | 성명           | 임명        |
| ----------- | -------------- | ----------- |
| 제1대 대사  | 박노수(朴魯洙) | 1992년 10월 |
| 제2대 대사  | 김봉규(金奉奎) | 1994년 9월  |
| 제3대 대사  | 조원일(趙源一) | 1997년 3월  |
| 제4대 대사  | 백낙환(白樂煥) | 2000년 3월  |
| 제5대 대사  | 유태현(柳泰鉉) | 2003년 3월  |
| 제6대 대사  | 김의기(金義基) | 2005년 5월  |
| 제7대 대사  | 임홍재(任洪宰) | 2007년 9월  |
| 제8대 대사  | 박석환(朴錫煥) | 2010년 3월  |
| 제9대 대사  | 하찬호(河燦浩) | 2011년 4월  |
| 제10대 대사 | 전대주(全大柱) | 2013년 6월  |
| 제11대 대사 | 이 혁(李 赫)   | 2016년 5월  |
| 제12대 대사 | 김도현(金道鉉) | 2018년 5월  |
| 제13대 대사 | 박노완(朴魯完) | 2019년 10월 |
| 제14대 대사 | 오영주(吳姈姝) | 2022년 10월 |
| 제15대 대사 | 최영삼(崔泳杉) | 2023년 7월  |

## 같이 보기

### 일반 주제
- 주한 베트남 대사관
- 대한민국-베트남 관계
- 주부산 베트남 총영사관

### 베트남에 설치된 대한민국 총영사관
- 주호찌민 대한민국 총영사관
- 주다낭 대한민국 총영사관